# YKK Groep

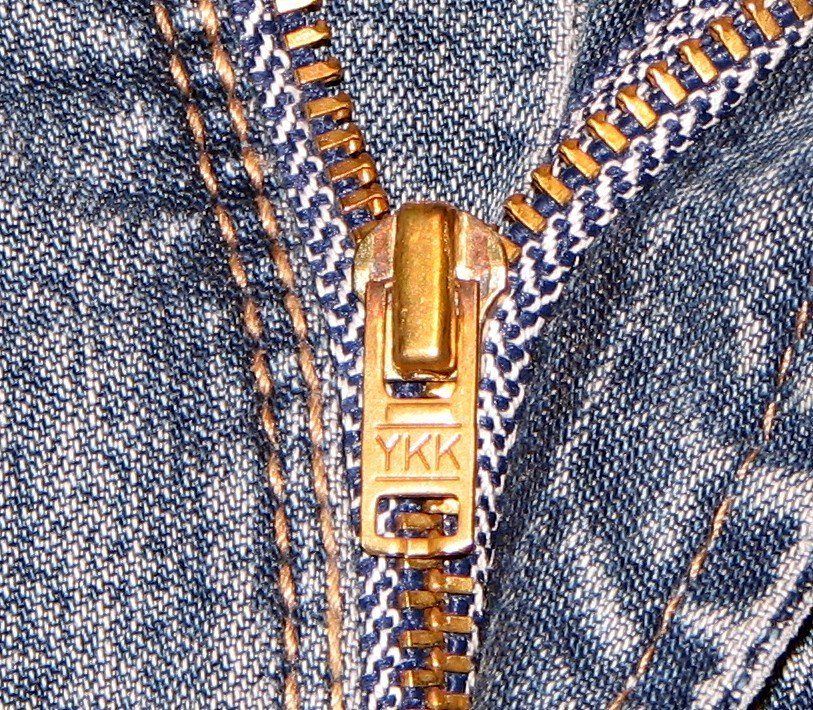
Rits van YKK

De YKK-groep (Japans: YKKグループ, Waikeikei Gurūpu of voluit: 吉田工業株式会社, Yoshida Kōgyō Kabushikigaisha) is de naam van een groep Japanse fabrieksbedrijven.
Het bedrijf werd in 1934 opgericht door Tadao Yoshida. In 1964 startte YKK de productie van ritssluitingen in Sneek en was daarmee het allereerste Japanse bedrijf dat zich in Nederland vestigde. YKK bestond in 2007 uit 270 fabrieken met 35.000 medewerkers. YKK is vooral bekend vanwege het vervaardigen van ritssluitingen, maar produceert ook bouwmaterialen en aluminium platen. Prestigieuze modelabels als Louis Vuitton, Stone Island en Tommy Hilfiger bestellen de YKK-ritsen voor hun tassen en kleding.
Ze gebruiken vooral de metalen, spiraal- en bloktandritsen.